# 静かなアメリカ人
『静かなアメリカ人』（しずかなアメリカじん、原題：The Quiet American）は、1958年のアメリカ映画。原作はグレアム・グリーンの小説『おとなしいアメリカ人』。

## キャスト
- オーディ・マーフィ
- マイケル・レッドグレイヴ
- 谷洋子
- クロード・ドーファン
- ジョルジア・モル
- ブルース・キャボット